# Castro de Las Cogotas
Die auf einer ca. 1100 bis 1150 m hohen Anhöhe gelegene und stark befestigte Höhenfestung des Castro de Las Cogotas (auch nur Las Cogotas genannt) ist eine archäologische Stätte der sogenannten Castrokultur auf dem Gebiet der Gemeinde Cardeñosa in der Nähe der Stadt Ávila in Kastilien-León in Spanien.

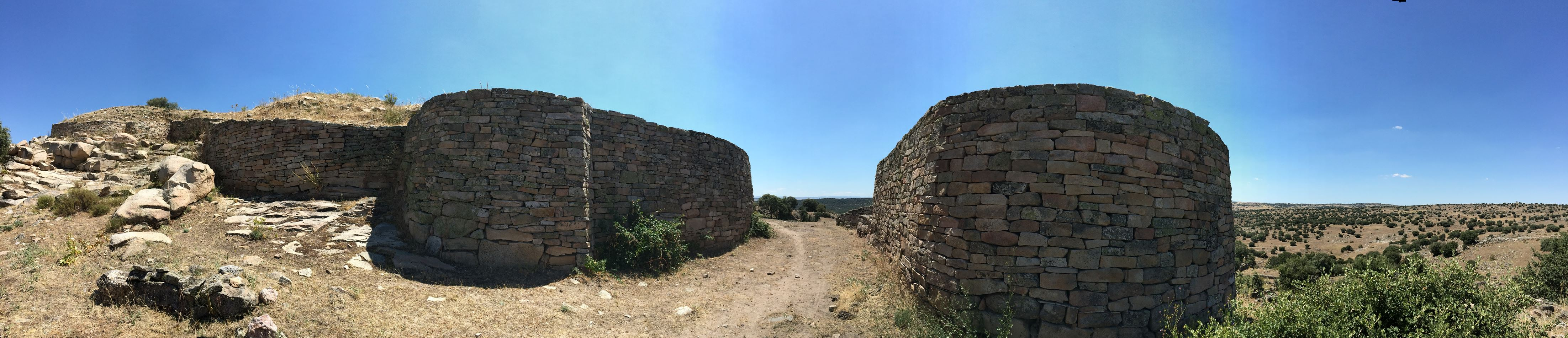
Castro de Las Cogotas

## Geschichte

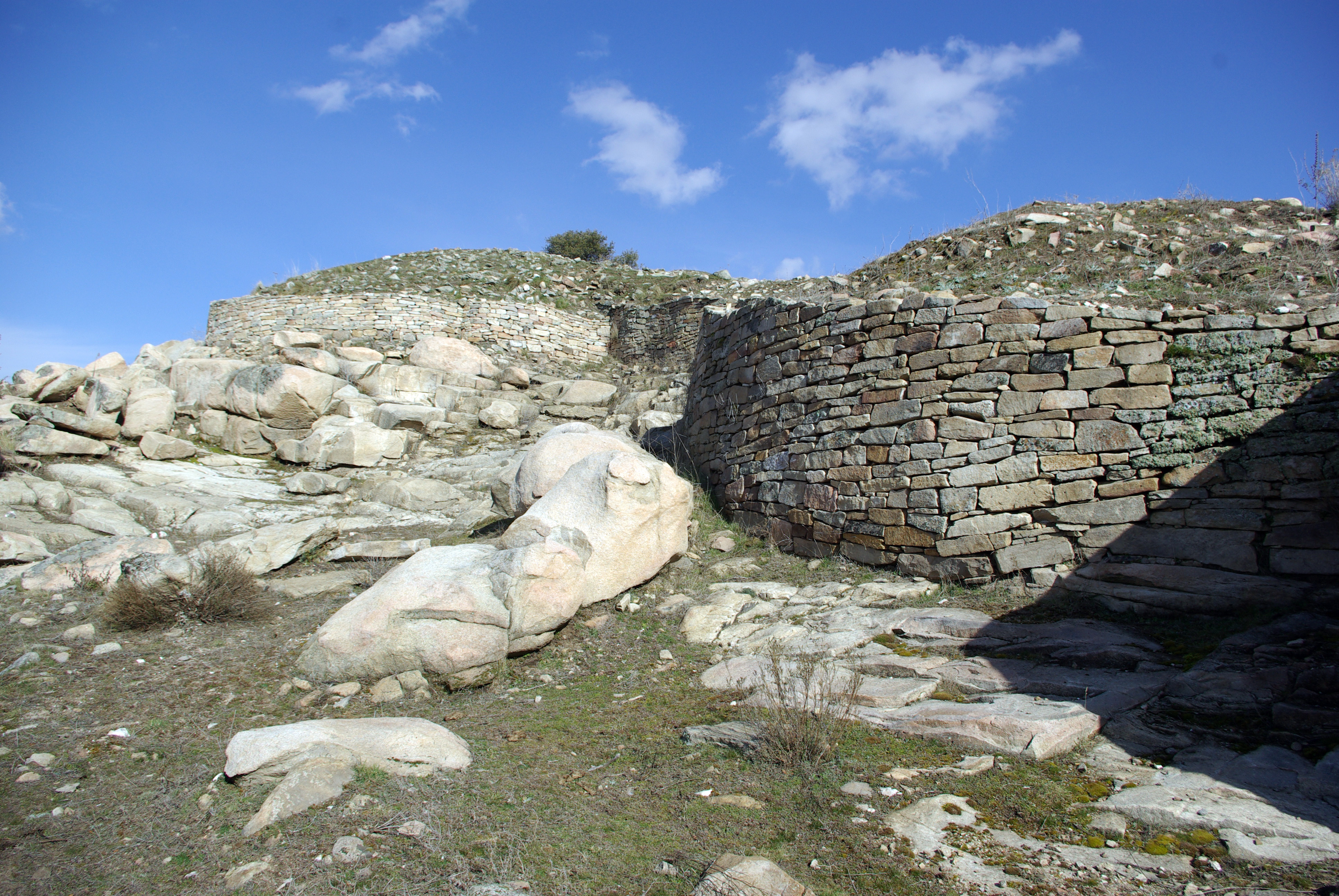
Castro de Las Cogotas

Bei der Ausgrabung lieferte Las Cogotas zwei stratigraphische Phasen: Eine lag in der späten Bronzezeit (Cogotas I – ca. 1700 bis 1100 v. Chr.) und die andere am Beginn der Eisenzeit (Cogotas II – ca. 1000 bis 800 v. Chr.) In der Mitte gibt es einen ungeklärten Hiatus. Die Untersuchung von Las Cogotas und Castro de Ulaca erlaubte es, die Lebensweise auf der Halbinsel vor der römischen Invasion (193 v. Chr.) besser zu verstehen.
Las Cogotas wurde in den 1920er Jahren unter der Leitung von Juan Cabré (1882–1947) ausgegraben und ist der wichtigste Hinweis auf die Vettonen, eine keltische Stammesgruppe, die während der Eisenzeit ein Gebiet bewohnte, das die heutigen Provinzen Ávila und Salamanca und jeweils einen Teil der Provinzen Toledo, Zamora, Cáceres und Alto Trás-os-Montes in Portugal umfasste.

## Ausgrabungsstätte

Planskizze des Castro

Das Castro de las Cogotas bietet eine – in Teilen rekonstruierte – aus Natursteinen gefügte Doppelmauer, die durch Bastionen verstärkt ist. Außen sind Reste einer Reihe von Steinen erhalten. Das Innere besteht aus einer Häuserreihe an der Innenseite der Mauer; die südlich gelegene Außenanlage diente der Viehhaltung. Der Ort war ein Zentrum handwerklicher Tätigkeiten wie Schmieden und Töpfern. Entsprechend seiner Fläche wird geschätzt, dass die Festung etwa 250 Menschen aufnehmen konnte. Auf der Außenseite, etwa 250 m von der Mauer entfernt, lag eine Nekropole, in der mehr als 1400 Gräber gefunden wurden, die auf vier Zonen verteilt waren.

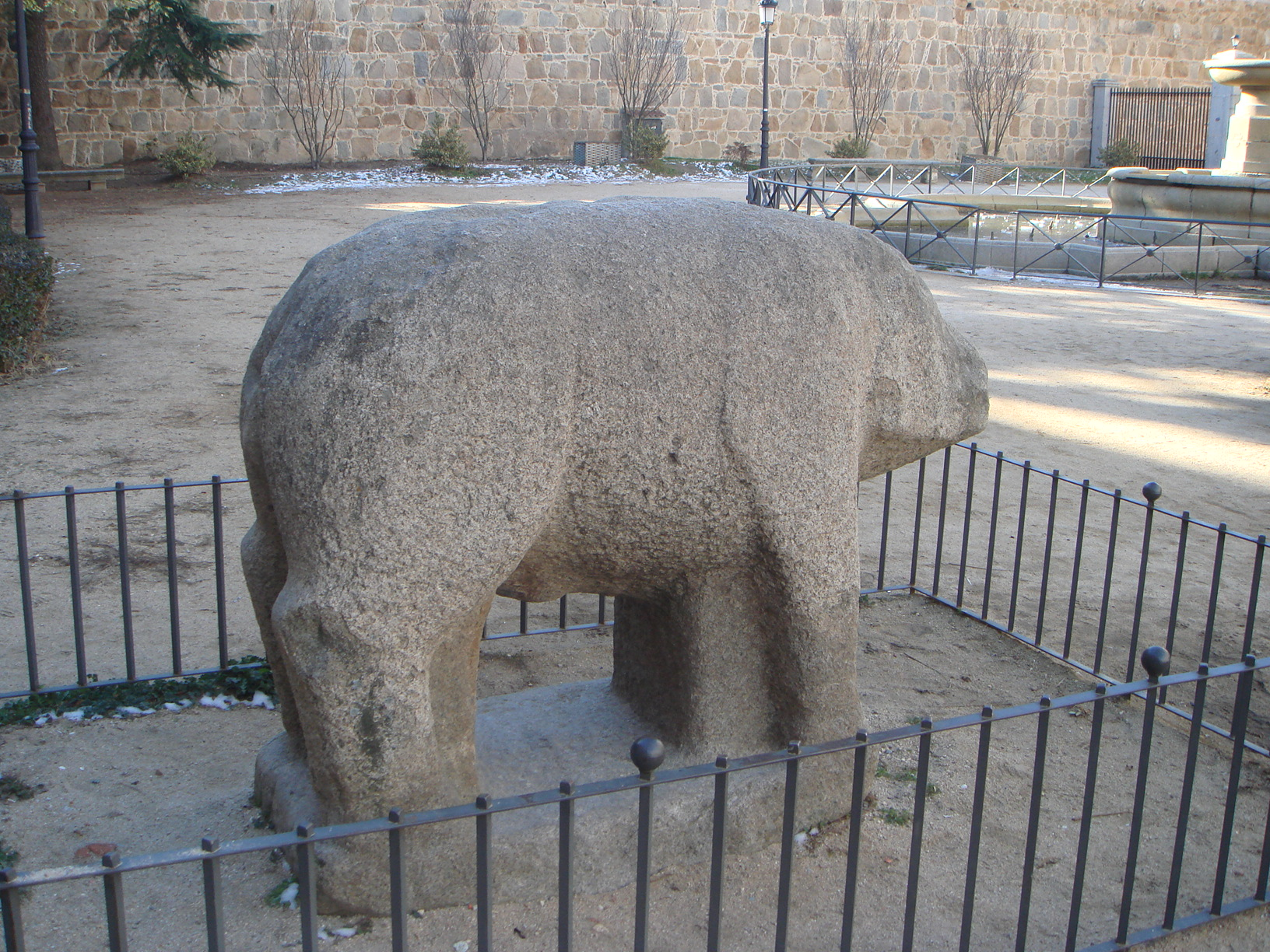
Verraco aus Las Cogotas (heute in Ávila)
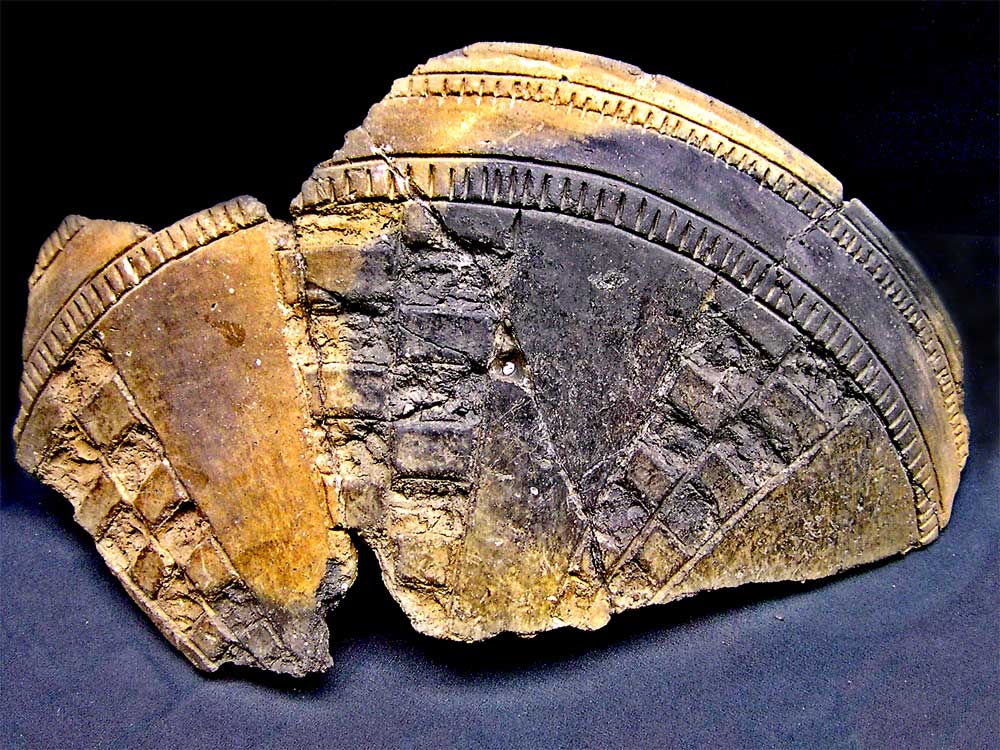
bronzezeitliche Keramik aus Las Cogotas
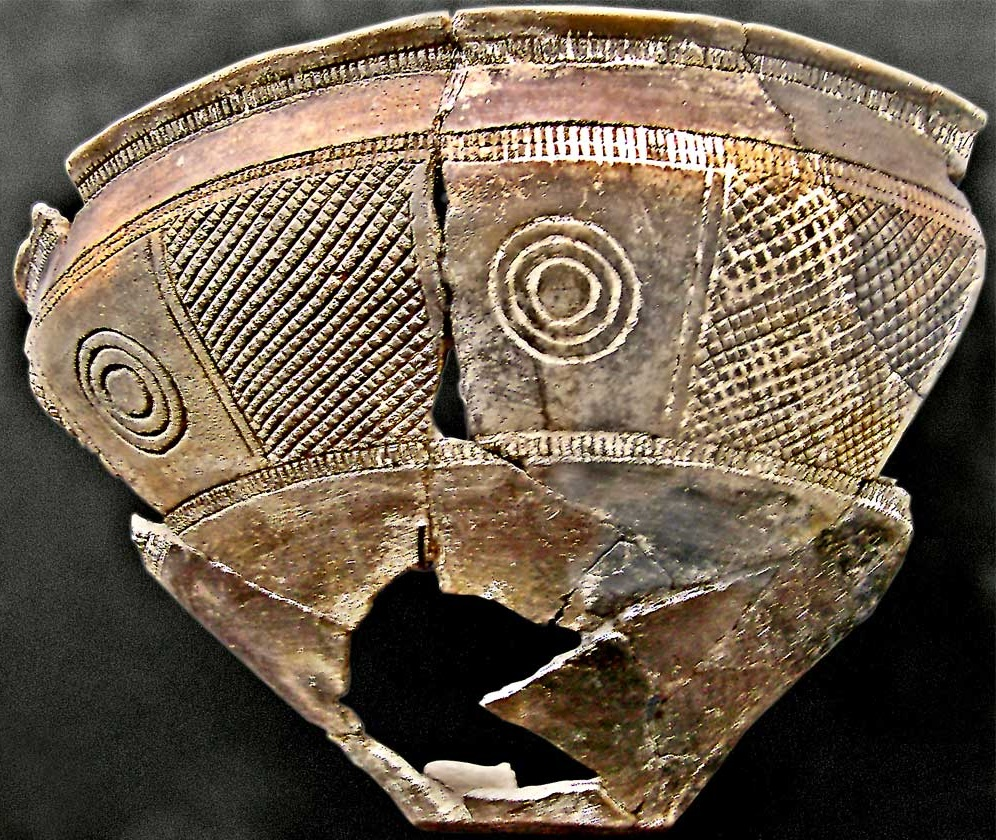
Keramik aus Las Cogotas